# 田代32
田代 32（たしろ さんじゅうに 本名：田代 恒昭、1970年2月6日 - ）は、プライム所属のお笑い芸人である。

## 経歴
最初に結成したコンビは「青空アンパンカステラ」。木村屋からタイアップが見込めるという事務所の指示による命名だった。次いで「チェコ」「ともこひろし（夫婦漫才）」「大花火」を結成したがいずれも解散した。相方は「マッスルブラザース」というコンビで活動。現在はピン芸人として活動している。田代32という芸名は、32才にもなってまだ売れないからいっそ芸名に入れようという由来から。長年にわたり牛乳配達のアルバイトも行っていた。また、一時期は万引きGメンの仕事も掛け持ちしていた。最古参の若手芸人と芸人仲間から呼ばれることもある。2023年7月現在は、宅配ドライバーの傍ら芸人活動を行っている。
同じ事務所のくりぃむしちゅーの紹介により、遊び仲間として伊集院光と交流を持ち、主に伊集院の冠番組や草野球などに参加している。
緊張やプレッシャーに極めて弱い。伊集院にネタが出来たので見てもらおうとすると画用紙を立てているセットのイーゼルが倒れる、「重役が来てるので気合入れてください」と言われると大滑りする、R-1グランプリの本番で袖からスケッチブックを滑らせてしまい、拾ってたらタイムオーバーになる、ノックが非常に巧いにもかかわらずゴロを打つべき時にフライを打ってしまうなど。
2005年4月15日から「芸を磨くための一人旅」として東京〜鹿児島間を徒歩で旅をする。同年8月5日に鹿児島の佐多岬に到着し、旅は終わった。同年8月28日にライブハウス「欽こん館」にて『田代32単独ライブ!!〜一人ぼっち〜 東京〜鹿児島1600km 歩き旅の話』を開催。
実家の家業は八百屋→スーパーマーケット→焼き鳥屋と変遷を経ている。兄は検事。左利きであるが、野球では右投左打の二塁手である。
隔月でワンマンライブ「一人ぼっち」を新宿バッシュ!!で開催している。

## 芸風
スケッチブックで手書きイラストのネタを発表するがウケないのでイラストを破るというのが定番のネタ。本人が意図しない場所でウケてしまうと対処できずに戸惑う。

## 出演番組

### テレビ
- 笑いの金メダル（朝日放送、テレビ朝日）- 「ワンミニッツショー」に出演、トークには不参加。
- 爆笑ピンクカーペット（フジテレビ）- キャッチコピーは「笑って貰えると助かります」
- お笑い図鑑 ハマヌキ（テレビ神奈川）
- 月刊イジューイン（MONDO21）
- お笑いTV「ニコニコ笑い汁」（MONDO21）
- 伊集院光のばんぐみ（2009年、日本BS放送）
- IJP イジュウインパーク （2010年、TOKYO MX）
- エンタの天使（2010年2月17日（第14回）、日本テレビ）キャッチコピーは「本当のこと言おうよ」。元々は『エンタの神様』の番組中で収録されたものだったが、未放映だったためこちらで放送。
- ぶちぬき女芸人 （2010年3月15日、あっ!とおどろく放送局）-
- ビットワールド（NHK Eテレ） - ビットやねん（声の出演）

### ラジオ
- 伊集院光 深夜の馬鹿力（TBSラジオ）
  - 1年8ヶ月にわたり番組アルバイトとして参加。アルバイト最終回には「田代32一人旅応援&ドッキリ企画」として15分間生放送を担当した。
  - 同番組内にて「田代ファンド」というコーナーがあった。
- 伊集院光 日曜日の秘密基地（TBSラジオ）

### 劇場版アニメ
- ジョバンニの島（2014年2月22日公開、 ワーナー・ブラザース映画） - 島民 役